# Latina Calcio 1932 2023-2024
Questa voce raccoglie le informazioni riguardanti il Latina Calcio 1932 nelle competizioni ufficiali della stagione 2023-2024.

## Stagione
La stagione 2023-2024 è, per il Latina, la 14ª trascorsa nel campionato di terza serie, mentre è la 10ª contando solo la Serie C a partire dal 1935.
Il ritiro precampionato è cominciato il 18 luglio e si è protratto fino al 13 agosto, e si è tenuto presso il centro sportivo dell'ex Fulgorcavi a Latina.
La squadra ha disputato, fra le altre, un'amichevole a Trigoria contro la Roma, terminata 6-0 in favore dei capitolini, un'altra a Cascia contro il Catanzaro (0-0) e un'ultima, il 13 agosto, al Francioni contro la Lazio, disputatasi davanti a oltre 7 000 spettatori e conclusasi sul roboante risultato di 0-9 per i biancocelesti.
Viene riconfermato Daniele Di Donato come allenatore. Egli, dopo aver congedato il suo sino a quel momento vice Daniele Bedetti, sceglie di affiancarsi Andrea Esposito, giocatore appena ritiratosi proprio da capitano del club pontino il cui incarico viene ufficializzato nei primi giorni di luglio.

## Divise e sponsor
Le divise del Latina sono fornite, per la seconda stagione consecutiva, dal colosso statunitense Nike. La prima tenuta è, come da tradizione, nerazzurra, e possiede quattro strisce blu che terminano, sfumate, sul petto, accompagnate da una base completamente nera. Anche il retro è caratterizzato da queste righe, che in questo caso sono presenti solo sotto il numero di maglia. Le maniche sono nere. Il completo da trasferta è di colore bianco, con una striscia nerazzurra, lunga fino al petto e che termina in una sfumatura, la quale taglia la maglietta nella sua parte sinistra. I portieri possono usufruire di due kits, uno verde e l'altro arancione.
I main sponsor per l'annata 2023-2024, presenti tutti sulla facciata delle divise, sono Distretti Ecologici, 4Winds e PM Costruzioni. Sui pantaloncini campeggia il logo di MZ Sistemi, mentre sulla manica sinistra è in mostra lo stemma del Gruppo Innova.

## Organigramma societario
Staff dirigenziale
- Presidente: Antonio Terracciano
- Vice presidente: Giuseppe D'Apuzzo
- CSO: Vincenzo Terracciano
- Direttore generale: Biagio Corrente
- Direttore sportivo: Matteo Patti
- Team manager: Alessandro Ursini
- Responsabile settore giovanile: Mauro Fattori
- Segretario generale: Pasquale Ciccarelli
- Responsabile marketing: Francesco Terracciano
- Addetto all'ufficio stampa: Mauro Bruno
- Social media manager: Alessandro Palmigiani

Staff tecnico
- Allenatore: Daniele Di Donato fino al 14 gennaio 2024, poi Gaetano Fontana
- Vice allenatore: Andrea Esposito fino al 14 gennaio 2024, poi Emilio Coraggio
- Collaboratori tecnici: Andrea Esposito, Alberto Novelli
- Allenatore dei portieri: Paolo Foti
- Match analyst: Diego Crepaldi
- Preparatore atletico: Francesco Delmorgine

Staff medico
- Fisioterapista: Dott. Giuseppe De Chiara
- Medico responsabile: Dott. Agostino Tucciarone

## Rosa
Aggiornata al 2 febbraio 2024.
| N. |                    | Ruolo | Calciatore                  |
| -- | ------------------ | ----- | --------------------------- |
| 1  | Italia (bandiera)  | P     | Matteo Cardinali            |
| 2  | Italia (bandiera)  | D     | Emanuel Ercolano            |
| 3  | Italia (bandiera)  | D     | Edoardo Vona                |
| 4  | Italia (bandiera)  | C     | Fausto Perseu               |
| 5  | Italia (bandiera)  | C     | Simone Biagi                |
| 6  | Italia (bandiera)  | C     | Davide Mazzocco             |
| 7  | Italia (bandiera)  | C     | Lorenzo Di Livio (capitano) |
| 8  | Italia (bandiera)  | C     | Andrea Cittadino            |
| 9  | Italia (bandiera)  | A     | Ferdinando Mastroianni      |
| 10 | Italia (bandiera)  | C     | Alessio Riccardi            |
| 11 | Italia (bandiera)  | A     | Giuseppe Fella              |
| 12 | Italia (bandiera)  | P     | Mario Vona                  |
| 13 | Italia (bandiera)  | D     | Eros De Santis              |
| 15 | Italia (bandiera)  | D     | Antonio Marino              |
| 16 | Italia (bandiera)  | A     | Samuele Sorrentino          |
| 17 | Marocco (bandiera) | D     | Anass Serbouti              |
| 19 | Italia (bandiera)  | A     | Ludovico D'Orazio           |

| N. |                    | Ruolo | Calciatore                    |
| -- | ------------------ | ----- | ----------------------------- |
| 21 | Gambia (bandiera)  | A     | Sulayman Jallow               |
| 23 | Italia (bandiera)  | D     | Salvatore Gallo               |
| 26 | Italia (bandiera)  | C     | Luca Crecco                   |
| 27 | Italia (bandiera)  | A     | Ferdinando Del Sole           |
| 29 | Italia (bandiera)  | A     | Luca Fabrizi                  |
| 33 | Italia (bandiera)  | D     | Gabriele Rocchi               |
| 35 | Italia (bandiera)  | C     | Patrizio Rozzi                |
| 36 | Italia (bandiera)  | A     | Simone Addessi                |
| 47 | Italia (bandiera)  | P     | Tommaso Bertini               |
| 71 | Italia (bandiera)  | P     | Gaetano Fasolino              |
| 72 | Italia (bandiera)  | A     | Riccardo Polletta             |
| 75 | Italia (bandiera)  | D     | Fabio Cortinovis              |
| 77 | Italia (bandiera)  | A     | Luca Paganini (vice capitano) |
| 80 | Brasile (bandiera) | C     | Luan Capanni                  |
| 95 | Italia (bandiera)  | D     | Giovanni Di Renzo             |
| 96 | Italia (bandiera)  | D     | Gabriele De Maio              |
| 99 | Svezia (bandiera)  | P     | Johan Elia Guadagno           |

## Calciomercato

### Sessione estiva(dal 01/07 al 01/09)
| Acquisti         | Acquisti               | Acquisti         | Acquisti      |
| R.               | Nome                   | da               | Modalità      |
| ---------------- | ---------------------- | ---------------- | ------------- |
| D                | Gabriele Rocchi        | Potenza          | definitivo    |
| D                | Antonio Marino         | Carrarese        | definitivo    |
| D                | Anass Serbouti         | Sangiuliano City | definitivo    |
| D                | Giovanni Di Renzo      | Chieti           | definitivo    |
| D                | Emanuel Ercolano       | Sampdoria        | definitivo    |
| C                | Fausto Perseu          | Cremonese        | prestito      |
| C                | Luca Crecco            | Taranto          | prestito      |
| C                | Andrea Cittadino       | Potenza          | definitivo    |
| C                | Simone Biagi           | Montevarchi      | definitivo    |
| A                | Ferdinando Mastroianni | Fiorenzuola      | definitivo    |
| A                | Sulayman Jallow        | Viterbese        | definitivo    |
| A                | Ferdinando Del Sole    | Juventus         | prestito      |
| A                | Giuseppe Fella         | Palermo          | prestito      |
| A                | Luca Paganini          | Triestina        | definitivo    |
| Altre operazioni |                        |                  |               |
| R.               | Nome                   | da               | Modalità      |
| P                | Tommaso Bertini        | Atalanta         | prestito      |
| A                | Riccardo Polletta      | Roma             | definitivo    |
| A                | Francesco Margiotta    | Novara           | fine prestito |

| Cessioni         | Cessioni            | Cessioni       | Cessioni                  |
| R.               | Nome                | a              | Modalità                  |
| ---------------- | ------------------- | -------------- | ------------------------- |
| P                | Alessandro Tonti    | Pineto         | definitivo                |
| D                | Alessandro Celli    | Casarano       | definitivo                |
| D                | Lorenzo Carissoni   | Cittadella     | definitivo                |
| D                | Bernardo Calabrese  | Padova         | fine prestito             |
| C                | Daniel Sannipoli    | Avellino       | definitivo (100 000 euro) |
| C                | Stefano Amadio      | Pineto         | definitivo                |
| C                | Christian Barberini | Sambenedettese | definitivo                |
| C                | Mattia Di Mino      | Pistoiese      | definitivo                |
| C                | Alessandro Bordin   |                | svincolato                |
| A                | Lorenzo Rosseti     |                | svincolato                |
| A                | Simone Ganz         | Triestina      | fine prestito             |
| A                | Federico Furlan     | Ternana        | fine prestito             |
| A                | Francesco Margiotta |                | rescissione consensuale   |
| Altre operazioni |                     |                |                           |
| R.               | Nome                | a              | Modalità                  |
| P                | Flavio Giannini     |                | svincolato                |
| D                | Antonio Esposito    | Renate         | fine prestito             |
| D                | Andrea Esposito     |                | fine carriera             |
| C                | Lorenzo Peschetola  | Inter          | fine prestito             |
| C                | Marco Teraschi      | Pineto         | definitivo                |
| A                | Nicolás Belloni     | Pescara        | fine prestito             |
| A                | Daniel Bezziccheri  | Perugia        | definitivo                |

### Sessione invernale(dal 02/01 al 01/02)
| Acquisti         | Acquisti            | Acquisti    | Acquisti   |
| R.               | Nome                | da          | Modalità   |
| ---------------- | ------------------- | ----------- | ---------- |
| P                | Johan Elia Guadagno | Pisa        | prestito   |
| P                | Gaetano Fasolino    | Turris      | definitivo |
| D                | Edoardo Vona        |             | svincolato |
| C                | Davide Mazzocco     | Avellino    | prestito   |
| A                | Ludovico D'Orazio   | SPAL        | prestito   |
| Altre operazioni |                     |             |            |
| R.               | Nome                | da          | Modalità   |
| C                | Luan Capanni        | Arka Gdynia | definitivo |
| A                | Samuele Sorrentino  | Benevento   | prestito   |

| Cessioni | Cessioni        | Cessioni | Cessioni      |
| R.       | Nome            | a        | Modalità      |
| -------- | --------------- | -------- | ------------- |
| P        | Tommaso Bertini | Atalanta | fine prestito |
| A        | Sulayman Jallow | Turris   | definitivo    |

## Risultati

### Serie C

#### Girone di andata
| Arbitro: | Diop (Treviglio) |

|  |           |                       |
|  | Marcatori | 27’ Fella 90’ Fabrizi |

| Arbitro: | Castellone (Napoli) |

|                          |           |               |
| Del Sole 32’ Fabrizi 86’ | Marcatori | 42’ Di Grazia |

| Arbitro: | Vogliacco (Bari) |

|                         |           |                              |
| Frediani 50’ Silipo 56’ | Marcatori | 15’ Mastroianni 90+3’ Jallow |

| Arbitro: | Pezzopane (L'Aquila) |

|                    |           |                 |
| Fabrizi 29’ (rig.) | Marcatori | 45+1’ A. Curcio |

| Arbitro: | Baratta (Rossano) |

|  |           |                                  |
|  | Marcatori | 29’ Rocchi 85’ Fabrizi 88’ Fella |

| Arbitro: | Mirabella (Napoli) |

|             |           |                                       |
| Paganini 6’ | Marcatori | 26’ Bunino 30’ Bizzotto 38’ Albertini |

| Arbitro: | G. Sacchi (Macerata) |

|             |           |                 |
| Chiricò 73’ | Marcatori | 18’ Mastroianni |

| Arbitro: | De Angeli (Milano) |

|                                            |           |                           |
| Mastroianni 23’ Del Sole 29’ Cittadino 35’ | Marcatori | 85’ (rig.), 90+2’ Starita |

| Arbitro: | Grasso (Ariano Irpino) |

|                         |           |  |
| D'Ausilio 23’ Rizzo 87’ | Marcatori |  |

| Arbitro: | Andreano (Prato) |

|                 |           |  |
| Mastroianni 73’ | Marcatori |  |

| Arbitro: | Giaccaglia (Jesi) |

|             |           |  |
| Bellich 37’ | Marcatori |  |

| Latina 4 novembre 2023, ore 18:30 CET 12ª giornata | Latina           | 0 – 0 referto | Crotone | Domenico Francioni (1 517 spett.)\| Arbitro: \| Emmanuele (Pisa) \| |
| Arbitro:                                           | Emmanuele (Pisa) |               |         |                                                                     |

| Arbitro: | Zanotti (Rimini) |

|  |           |                                      |
|  | Marcatori | 38’ Jallow 58’ Paganini 63’ Del Sole |

| Arbitro: | Rinaldi (Bassano del Grappa) |

|  |           |                        |
|  | Marcatori | 29’, 69’, 90+4’ Vitali |

| Arbitro: | Catanoso (Reggio Calabria) |

|             |           |                              |
| Salines 65’ | Marcatori | 40’ Del Sole 81’ Mastroianni |

| Arbitro: | Cherchi (Carbonia) |

|  |           |                            |
|  | Marcatori | 13’ Martignago 74’ Ravasio |

| Arbitro: | Costanza (Agrigento) |

|               |           |              |
| De Felice 51’ | Marcatori | 26’ Riccardi |

| Latina 18 dicembre 2023, ore 20:45 CET 18ª giornata | Latina                 | 0 – 0 referto | Benevento | Domenico Francioni (1 542 spett.)\| Arbitro: \| Delrio (Reggio Emilia) \| |
| Arbitro:                                            | Delrio (Reggio Emilia) |               |           |                                                                           |

| Arbitro: | Mucera (Palermo) |

|                  |           |            |
| Bifulco 22’, 73’ | Marcatori | 11’ Rocchi |

#### Girone di ritorno
| Arbitro: | Virgilio (Trapani) |

|  |           |                                                           |
|  | Marcatori | 11’ Sgarbi 25’ (rig.), 28’, 44’ Patiemo 38’ De Cristofaro |

| Arbitro: | Diop (Treviglio) |

|                              |           |  |
| Candellori 25’ Maddaloni 53’ | Marcatori |  |

| Arbitro: | Vergaro (Bari) |

|           |           |  |
| Fella 52’ | Marcatori |  |

| Arbitro: | Vogliacco (Bari) |

|               |           |              |
| Anastasio 25’ | Marcatori | 78’ Ercolano |

| Arbitro: | Allegretta (Molfetta) |

|  |           |            |
|  | Marcatori | 5’ Maselli |

| Arbitro: | Arena (Torre Del Greco) |

|            |           |                  |
| Trotta 50’ | Marcatori | 64’, 70’ Fabrizi |

| Arbitro: | Pezzopane (L'Aquila) |

|              |           |  |
| Riccardi 52’ | Marcatori |  |

| Arbitro: | Castellone (Napoli) |

|  |           |              |
|  | Marcatori | 40’ D'Orazio |

| Arbitro: | Diop (Treviglio) |

|                                |           |                               |
| Ercolano 57’ Mastroianni 90+5’ | Marcatori | 65’ Vuthaj 87’ (rig.) Malcore |

| Arbitro: | De Angeli (Milano) |

|                 |           |  |
| Artistico 90+1’ | Marcatori |  |

| Arbitro: | Scatena (Avezzano) |

|            |           |                            |
| Crecco 55’ | Marcatori | 12’, 33’ Adorante 80’ Meli |

| Arbitro: | Djurdjevic (Trieste) |

|           |           |                                    |
| Gómez 90’ | Marcatori | 63’ Capanni 70’ Mazzocco 81’ Fella |

| Arbitro: | G. Sacchi (Macerata) |

|                 |           |           |
| Mastroianni 10’ | Marcatori | 29’ Zunno |

| Arbitro: | Milone (Taurianova) |

|  |           |                           |
|  | Marcatori | 42’ Crecco 44’ Cortinovis |

| Arbitro: | Mazzoni (Prato) |

|                                           |           |  |
| Marino 12’ Fabrizi 69’ Fella 90+3’ (rig.) | Marcatori |  |

| Arbitro: | Gemelli (Messina) |

|                                                    |           |             |
| Ravasio 16’ Martignago 48’ De Francesco 62’ (rig.) | Marcatori | 81’ Fabrizi |

| Arbitro: | Mucera (Palermo) |

|              |           |                            |
| Mazzocco 42’ | Marcatori | 9’ Cocetta 85’ S. Pugliese |

| Arbitro: | Scarpa (Collegno) |

|                                                           |           |  |
| Lanini 31’ Bolsius 76’ A. Ferrante 80’ Ciano 90+2’ (rig.) | Marcatori |  |

| Arbitro: | Drigo (Portogruaro) |

|                 |           |                      |
| Mastroianni 49’ | Marcatori | 27’ Zonta 34’ Simeri |

### Play-off

#### Play-off del girone
| Taranto 7 maggio 2024, ore 20:30 CEST Primo turno | Taranto        | 0 – 0 referto | Latina | Erasmo Iacovone (8 819 spett.)\| Arbitro: \| Caldera (Como) \| |
| Arbitro:                                          | Caldera (Como) |               |        |                                                                |

### Coppa Italia Serie C

#### Turni eliminatori
| Arbitro: | Restaldo (Ivrea) |

|              |           |  |
| Serbouti 63’ | Marcatori |  |

| Arbitro: | Di Reda (Molfetta) |

|                       |           |                         |
| Sorrentino 60’ (rig.) | Marcatori | 12’ Marino 84’ Paganini |

#### Fase finale
| Arbitro: | Gemelli (Messina) |

|                            |           |  |
| Cuppone 34’ Cangiano 90+5’ | Marcatori |  |

## Statistiche

### Statistiche di squadra
Statistiche aggiornate al 7 maggio 2024.
| Competizione         | Punti | In casa | In casa | In casa | In casa | In casa | In casa | In trasferta | In trasferta | In trasferta | In trasferta | In trasferta | In trasferta | Totale | Totale | Totale | Totale | Totale | Totale | DR |
| Competizione         | Punti | G       | V       | N       | P       | Gf      | Gs      | G            | V            | N            | P            | Gf           | Gs           | G      | V      | N      | P      | Gf     | Gs     | DR |
| -------------------- | ----- | ------- | ------- | ------- | ------- | ------- | ------- | ------------ | ------------ | ------------ | ------------ | ------------ | ------------ | ------ | ------ | ------ | ------ | ------ | ------ | -- |
| Serie C              | 51    | 19      | 6       | 5       | 8       | 19      | 28      | 19           | 8            | 4            | 7            | 25           | 23           | 38     | 14     | 9      | 15     | 44     | 51     | -7 |
| Play-off promozione  | -     | 0       | 0       | 0       | 0       | 0       | 0       | 1            | 0            | 1            | 0            | 0            | 0            | 1      | 0      | 1      | 0      | 0      | 0      | 0  |
| Coppa Italia Serie C | -     | 1       | 1       | 0       | 0       | 1       | 0       | 2            | 1            | 0            | 1            | 2            | 3            | 3      | 2      | 0      | 1      | 3      | 3      | 0  |
| Totale               | -     | 20      | 7       | 5       | 8       | 20      | 28      | 22           | 9            | 5            | 8            | 27           | 26           | 42     | 16     | 10     | 16     | 47     | 54     | -7 |

### Andamento in campionato
| Giornata  | 1 | 2 | 3 | 4 | 5 | 6 | 7 | 8 | 9 | 10 | 11 | 12 | 13 | 14 | 15 | 16 | 17 | 18 | 19 | 20 | 21 | 22 | 23 | 24 | 25 | 26 | 27 | 28 | 29 | 30 | 31 | 32 | 33 | 34 | 35 | 36 | 37 | 38 |
| --------- | - | - | - | - | - | - | - | - | - | -- | -- | -- | -- | -- | -- | -- | -- | -- | -- | -- | -- | -- | -- | -- | -- | -- | -- | -- | -- | -- | -- | -- | -- | -- | -- | -- | -- | -- |
| Luogo     | T | C | T | C | T | C | T | C | T | C  | T  | C  | T  | C  | T  | C  | T  | C  | T  | C  | T  | C  | T  | C  | T  | C  | T  | C  | T  | C  | T  | C  | T  | C  | T  | C  | T  | C  |
| Risultato | V | V | N | N | V | P | N | V | P | V  | P  | N  | V  | P  | V  | P  | N  | N  | P  | P  | P  | V  | N  | P  | V  | V  | V  | N  | P  | P  | V  | N  | V  | V  | P  | P  | P  | P  |
| Posizione | 3 | 3 | 3 | 3 | 1 | 4 | 3 | 2 | 5 | 4  | 5  | 7  | 6  | 7  | 6  | 8  | 8  | 8  | 9  | 9  | 13 | 10 | 10 | 11 | 11 | 9  | 8  | 8  | 9  | 9  | 9  | 9  | 8  | 8  | 8  | 8  | 9  | 10 |

Legenda:

Luogo: C = Casa; T = Trasferta. Risultato: V = Vittoria; N = Pareggio; P = Sconfitta.

### Statistiche dei giocatori
Statistiche aggiornate al 7 maggio 2024.
| Giocatore      | Serie C  | Serie C | Serie C     | Serie C    | Coppa Italia Serie C | Coppa Italia Serie C | Coppa Italia Serie C | Coppa Italia Serie C | Totale   | Totale | Totale      | Totale     |
| Giocatore      | Presenze | Reti    | Ammonizioni | Espulsioni | Presenze             | Reti                 | Ammonizioni          | Espulsioni           | Presenze | Reti   | Ammonizioni | Espulsioni |
| -------------- | -------- | ------- | ----------- | ---------- | -------------------- | -------------------- | -------------------- | -------------------- | -------- | ------ | ----------- | ---------- |
| S. Addessi     | 0        | 0       | 0           | 0          | 0                    | 0                    | 0                    | 0                    | 0        | 0      | 0           | 0          |
| T. Bertini     | 2        | -3      | 0           | 0          | 3                    | -3                   | 0                    | 0                    | 5        | -6     | 0           | 0          |
| S. Biagi       | 11       | 0       | 1           | 0          | 0                    | 0                    | 0                    | 0                    | 11       | 0      | 1           | 0          |
| L. Capanni     | 11+1     | 1       | 2           | 0          | 0                    | 0                    | 0                    | 0                    | 12       | 1      | 2           | 0          |
| M. Cardinali   | 20       | -26     | 1           | 0          | 0                    | -0                   | 0                    | 0                    | 20       | -26    | 1           | 0          |
| A. Cittadino   | 19       | 1       | 6           | 0          | 1                    | 0                    | 0                    | 0                    | 20       | 1      | 6           | 0          |
| F. Cortinovis  | 30       | 1       | 8           | 0          | 1                    | 0                    | 0                    | 0                    | 31       | 1      | 8           | 0          |
| L. Crecco      | 33+1     | 2       | 2           | 0          | 1                    | 0                    | 0                    | 0                    | 35       | 2      | 2           | 0          |
| G. De Maio     | 0        | 0       | 0           | 0          | 0                    | 0                    | 0                    | 0                    | 0        | 0      | 0           | 0          |
| E. De Santis   | 27+1     | 0       | 5           | 1          | 2                    | 0                    | 1                    | 0                    | 30       | 0      | 6           | 1          |
| F. Del Sole    | 35+1     | 4       | 4           | 0          | 3                    | 0                    | 0                    | 0                    | 39       | 4      | 4           | 0          |
| L. Di Livio    | 30+1     | 0       | 11          | 1          | 1                    | 0                    | 0                    | 0                    | 32       | 0      | 11          | 1          |
| G. Di Renzo    | 11       | 0       | 2           | 0          | 3                    | 0                    | 0                    | 0                    | 14       | 0      | 2           | 0          |
| L. D'Orazio    | 10+1     | 1       | 5           | 0          | 0                    | 0                    | 0                    | 0                    | 11       | 1      | 5           | 0          |
| E. Ercolano    | 36+1     | 2       | 8           | 1          | 2                    | 0                    | 0                    | 0                    | 39       | 2      | 8           | 1          |
| G. Fasolino    | 4        | -5      | 0           | 0          | 0                    | -0                   | 0                    | 0                    | 4        | -5     | 0           | 0          |
| L. Fabrizi     | 30+1     | 8       | 3           | 0          | 3                    | 0                    | 0                    | 0                    | 34       | 8      | 3           | 0          |
| G. Fella       | 33+1     | 5       | 4           | 0          | 3                    | 0                    | 0                    | 0                    | 37       | 5      | 4           | 0          |
| S. Gallo       | 2        | 0       | 0           | 0          | 3                    | 0                    | 0                    | 0                    | 5        | 0      | 0           | 0          |
| J. E. Guadagno | 14+1     | -17     | 2           | 0          | 0                    | -0                   | 0                    | 0                    | 15       | -17    | 2           | 0          |
| S. Jallow      | 16       | 2       | 1           | 0          | 3                    | 0                    | 1                    | 0                    | 19       | 2      | 2           | 0          |
| A. Marino      | 23+1     | 1       | 7+1         | 0          | 2                    | 1                    | 0                    | 0                    | 26       | 2      | 8           | 0          |
| F. Mastroianni | 31+1     | 8       | 4           | 1          | 2                    | 0                    | 0                    | 0                    | 34       | 8      | 4           | 1          |
| D. Mazzocco    | 13       | 2       | 2           | 0          | 0                    | 0                    | 0                    | 0                    | 13       | 2      | 2           | 0          |
| L. Paganini    | 36+1     | 2       | 8           | 0          | 3                    | 1                    | 0                    | 0                    | 40       | 3      | 8           | 0          |
| F. Perseu      | 12       | 0       | 2           | 0          | 3                    | 0                    | 1                    | 0                    | 15       | 0      | 3           | 0          |
| R. Polletta    | 4        | 0       | 1           | 0          | 2                    | 0                    | 0                    | 0                    | 6        | 0      | 1           | 0          |
| A. Riccardi    | 34+1     | 2       | 5           | 0          | 2                    | 0                    | 0                    | 0                    | 37       | 2      | 5           | 0          |
| G. Rocchi      | 26       | 2       | 10          | 0          | 1                    | 0                    | 1                    | 0                    | 27       | 2      | 11          | 0          |
| P. Rozzi       | 0        | 0       | 0           | 0          | 0                    | 0                    | 0                    | 0                    | 0        | 0      | 0           | 0          |
| A. Serbouti    | 6        | 0       | 2           | 0          | 3                    | 1                    | 1                    | 0                    | 9        | 1      | 3           | 0          |
| S. Sorrentino  | 2        | 0       | 0           | 0          | 0                    | 0                    | 0                    | 0                    | 2        | 0      | 0           | 0          |
| E. Vona        | 12+1     | 0       | 1           | 1          | 0                    | 0                    | 0                    | 0                    | 13       | 0      | 1           | 1          |
| M. Vona        | 0        | -0      | 0           | 0          | 0                    | -0                   | 0                    | 0                    | 0        | -0     | 0           | 0          |